# Insurgência no leste da Nigéria
A insurgência no Leste da Nigéria (inicialmente conhecida como Crise de Orlu) é um conflito militar que eclodiu na cidade de Orlu, na Nigéria, quando o Exército Nigeriano avançou para esmagar a ala paramilitar do Povo Indígena de Biafra (em inglês:  Indigenous People of Biafra, IPOB), a Rede de Segurança Oriental (em inglês:  Eastern Security Network, ESN).  O conflito intensificou-se depois que a Rede de Segurança Oriental conseguiu repelir o avanço inicial do exército nigeriano,  mas o Povo Indígena de Biafra encerrou a crise inicial retirando unilateralmente a Rede de Segurança Oriental de Orlu. Após algumas semanas de tranquilidade, a Nigéria lançou uma ofensiva militar na área para destruir a Rede de Segurança Oriental. Em 19 de fevereiro, o Povo Indígena de Biafra declarou que, desde o dia anterior, existia um estado de guerra entre a Nigéria e Biafra. Três semanas depois, outro grupo separatista declarou a formação de um governo interino biafrense, que foi posteriormente endossado pelo Povo Indígena de Biafra.

## Antecedentes

Biafra (castanho claro) tentou separar-se do resto da Nigéria (castanho escuro) durante a Guerra Civil Nigeriana.

Em 1967, separatistas no sudeste da Nigéria declararam a formação do Estado independente de Biafra. A subsequente Guerra Civil da Nigéria durou dois anos e meio, deixou mais de um milhão de mortos e terminou com a derrota de Biafra. Nas décadas seguintes, a Nigéria continuou a sofrer com a instabilidade regional e revoltas, mas o separatismo de Biafra esteve adormecido até a década de 2000.  Algumas comunidades do Delta do Níger, como o povo Ijaw, até integraram o sentimento antibiafrense em suas próprias narrativas populares, já que tinham se aliado principalmente ao governo central durante a Guerra Civil Nigeriana. 
A partir da década de 1990, um número crescente de pessoas no sudeste da Nigéria, como os ibos e nativos do Delta do Níger, sentiram-se marginalizados pelo governo central nigeriano. Isso resultou no violento conflito no Delta do Níger, e comunidades anteriormente antibiafrenses, como os Ijaw, começaram a reavaliar seu compromisso com a Nigéria.  Juntamente com o descontentamento entre os jovens devido ao alto desemprego, isso contribuiu para o ressurgimento do nacionalismo biafrense em todo o sudeste. Enquanto a maioria da liderança política local se distanciou do separatismo, os nacionalistas biafrenses radicais se organizaram no grupo secessionista Povo Indígena de Biafra.
Ao mesmo tempo, os nigerianos tornaram-se insatisfeitos porque o governo central falhou em suprimir a destrutiva insurgência jihadista do Boko Haram, bem como o banditismo no norte, enquanto as forças de segurança nigerianas enfrentavam acusações de corrupção, ineficácia e abusos. Os jornalistas Cai Nebe e Muhammad Bello argumentaram que "partes da Nigéria permanecem quase ingovernáveis" desde a segunda presidência de Muhammadu Buhari. As tensões no sudeste continuaram a aumentar depois que a economia local, fortemente dependente da exportação petrolífera, sofreu com a baixa dos preços mundiais do petróleo. Em 2020, o Povo Indígena de Biafra conseguiu reunir seguidores substanciais para sua causa, embora as pesquisas mostrassem que o separatismo biafrense não era amplamente apoiado no sudeste. 
Em agosto de 2020, as forças policiais nigerianas foram a uma reunião do Povo Indígena de Biafra em Enugu e executaram 21 membros desarmados da organização, com dois policiais mortos. Ambos os lados acusaram o outro de disparar o primeiro tiro. Após o incidente, o Povo Indígena de Biafra se comprometeu a retaliar e convocou seus membros a começarem a praticar autodefesa. No final de setembro, pelo menos dois soldados nigerianos foram mortos durante confrontos com pistoleiros não identificados em Enugu; no entanto, o Povo Indígena de Biafra negou qualquer envolvimento, anunciando que "não estamos armados e não temos planos de pegar em armas."
Em 12 de dezembro de 2020, Kanu anunciou a formação da Rede de Segurança Oriental para proteger os ibos contra os salteadores fulas. Recusando-se a apoiar a formação de uma organização paramilitar não sancionada pelo Estado em seu território, o governo nigeriano enviou o exército para localizar os campos da Rede de Segurança Oriental duas semanas depois.

## Crise de Orlu (22–28 de janeiro)
Em 22 de janeiro, soldados nigerianos invadiram Orlu para procurar os integrantes da Rede de Segurança Oriental. Oito edifícios foram incendiados e uma pessoa foi morta nos eventos que se seguiram.  As forças de segurança voltaram a invadir a área três dias depois, confrontando-se com a Rede de Segurança Oriental e matando pelo menos cinco pessoas  antes de serem repelidas pelo grupo.  Quatro soldados nigerianos foram mortos no conflito. O Exército Nigeriano retirou-se e, nos dias seguintes, aviões e helicópteros da Força Aérea Nigeriana foram destacados para procurar os integrantes da Rede de Segurança Oriental em Orlu e arredores.
Em 28 de janeiro, mais de 400 soldados nigerianos foram mobilizados para expulsar a Rede de Segurança Oriental  e as autoridades declararam um toque de recolher que foi executado com brutalidade. O toque de recolher e a antecipação de combates intensos iminentes fizeram com que os civis fugissem em massa da cidade.  Mais tarde no mesmo dia, Nnamdi Kanu declarou um cessar-fogo unilateral e ordenou que a Rede de Segurança Oriental se retirasse de Orlu  para se concentrar nos salteadores fulanis. Kanu alegou que esta decisão foi baseada em informações de inteligência que revelaram que o exército e a polícia concordaram em se retirar de Orlu também. 

## Interlúdio
Durante o conflito, policiais da Polícia Estadual de Imo foram flagrados em vídeo açoitando civis, possivelmente como punição por violações do toque de recolher. Após o cessar-fogo, pelo menos dez policiais foram presos, e o comissário de Polícia, Nasiru Mohammed, condenou o comportamento deles. 
Dias após a crise de Orlu, o Povo Indígena de Biafra deu a todos os governadores do sudeste da Nigéria catorze dias para proibir o pastoreio aberto, ameaçando enviar a Rede de Segurança Oriental para impor a proibição caso as autoridades não o fizessem.  No entanto, o grupo paramilitar não esperou os catorze dias; alguns dias depois, seus membros atacaram um campo fulani em Isuikwuato, no estado de Abia, matando seus rebanhos e queimando suas casas. Na sequência do raide, alguns governadores responderam atendendo ao apelo da Rede de Segurança Oriental e proibiram o pastoreio aberto.

## Combates renovados e declaração de guerra
Em algum momento em meados de fevereiro, a Brigada de Artilharia 34 do Exército Nigeriano lançou uma operação para encontrar campos da Rede de Segurança Oriental em torno de Orlu e Orsu. O exército nigeriano também reforçou Orlu, destacando helicópteros militares para a cidade.  As hostilidades foram renovadas em 18 de fevereiro, quando o Exército Nigeriano e a Rede de Segurança Oriental travaram um confronto armado na floresta nos arredores de Orlu  enquanto a Força Aérea Nigeriana conduzia ataques aéreos na área.  Um dia após o início dos combates, o confronto se espalhou para Ihiala, no estado de Anambra. As forças nigerianas capturaram uma base da Rede de Segurança Oriental no vilarejo de Udah nos arredores de Orsu em 21 de fevereiro.  A divisão 82 do Exército Nigeriano também prendeu vinte supostos membros do Povo Indígena de Biafra e confiscou suas armas. 
No mesmo dia em que as hostilidades foram renovadas, o Povo Indígena de Biafra afirmou que o deslocamento militar constituía uma "declaração de guerra contra os Ibos" e acusou o governo nigeriano de planejar uma "solução final para a questão de Biafra". O grupo declarou que a Nigéria "cruzou uma linha sem volta" e que os Ibos agora não tinham escolha a não ser se defender.  No dia seguinte, o Povo Indígena de Biafra declarou que a "segunda guerra Nigéria / Biafra" havia começado em 18 de fevereiro e que, ao contrário da Guerra Civil Nigeriana de 1967-1970, Biafra venceria. 

### Alastramento e escalada
Em poucos dias, o perigo de alastramento do conflito para outras partes da antiga Região Leste tornou-se evidente. Em resposta à operação militar nigeriana dentro e ao redor de Orlu, a Liga das Nações de Biafra (em inglês:  Biafra Nations League, BNL; um movimento baseado no estado de Cross River) ameaçou atacar todas as instalações de petróleo perto de Bakassi.  Em Aguata, no estado de Anambra, supostos separatistas biafrenses mataram quatro policiais em um posto de controle e fugiram com suas armas em 24 de fevereiro. Outros quatro policiais foram mortos em Calabar no dia seguinte.  Em 26 de fevereiro, uma delegacia de polícia foi atacada em Aboh Mbaise, no estado de Imo. Em 3 de março, homens armados mataram dois policiais no estado de Cross River. 
Os ataques foram condenados pelo Movimento para a Atualização do Estado Soberano de Biafra (MASSOB), outro movimento separatista biafrense. O MASSOB também condenou o governador do estado de Imo, Hope Uzodinma, por solicitar o exército nigeriano. 
As autoridades locais culparam a Rede de Segurança Oriental e o Povo Indígena de Biafra por muitos ataques a delegacias de polícia, alguns dos quais precederam a Crise de Orlu. O Comissário da Polícia do Estado do Delta alegou que elementos do Povo Indígena de Biafra cruzaram o rio Níger para se infiltrar no estado. Para evitar tais infiltrações, a Marinha da Nigéria começou a patrulhar o rio.  No início de março, o Povo Indígena de Biafra ameaçou implantar a Rede de Segurança Oriental no estado de Benue para proteger os ibos contra os salteadores fulanis; isso aconteceu depois dos assassinatos de ativistas do grupo por fulanis armados.  Dias depois, Nnamdi Kanu declarou que a Rede de Segurança Oriental havia capturado um proeminente líder do banditismo fulani chamado Mohammed Isa no estado de Benue. 
Em meados de março, o líder da Força de Salvação do Povo do Delta do Níger, Asari-Dokubo, proclamou a formação do Governo Consuetudinário de Biafra (em inglês:  Biafra Customary Government, BCG). Esse último, foi concebido como o primeiro passo para estabelecer um governo de facto para um Estado independente de Biafra. Dokubo afirmou que Biafra não iria para a guerra, mas que iria prosseguir com a secessão da Nigéria.  O Povo Indígena de Biafra logo deu seu apoio ao Governo Consuetudinário de Biafra, declarando que apoiaria qualquer movimento de independência biafrense. Poucos dias depois, o Movimento para a Atualização do Estado Soberano de Biafra (MASSOB), o movimento separatista liderado por Ralph Uwazuruike, endossou o Governo Consuetudinário de Biafra. 
Enquanto os movimentos separatistas formavam uma frente unificada, os militantes intensificavam a guerra. Logo após a formação do Governo Consuetudinário de Biafra, a Liga das Nações de Biafra declarou que havia assumido o controle de "riachos e bosques" na Península de Bakassi, e ameaçou sequestrar quaisquer embarcações de petróleo que viessem de lá.  Em 19 de março, homens armados atacaram uma prisão e uma delegacia de polícia em Ekwulobia, libertando vários presos e matando dois policiais e dois oficiais da prisão, mas falhou em incendiar a delegacia. O Povo Indígena de Biafra negou qualquer envolvimento. 
Em 15 de março, a Rede de Segurança Oriental invadiu Eleme para expulsar os pastores fulanis. Uma semana após o início dessa ofensiva, os salteadores fulanis invadiram Agbonchia e cometeram atrocidades contra a população civil. 